# Band Triângulo
Band Triângulo é uma emissora de televisão brasileira sediada em Uberaba, com sucursal em Uberlândia, ambas cidades do estado de Minas Gerais. Opera no canal 7 (17 UHF digital) e é uma emissora própria da Band. Juntamente com a Band Minas de Belo Horizonte, cobre o estado nas regiões do Triângulo Mineiro, Alto Paranaíba e Noroeste. A emissora mantém estúdios e transmissores localizados no Residencial Estados Unidos, em Uberaba, enquanto sua sucursal em Uberlândia está localizada no bairro Lídice, e seus transmissores no Umuarama.

## História

### TV Uberaba (1972-1990)

Logotipo da emissora, na época em que se chamava TV Uberaba.

A TV Uberaba, primeira emissora de televisão de Uberaba, foi fundada oficialmente em 9 de junho de 1972, às 9h, através do canal 5 VHF. Dentre os programas locais que a emissora produziu nesta época, estavam o Telejornal 5, cujo primeiro âncora foi Constantino Calapodopulos, e Paulo Nogueira o primeiro repórter; Roda Gigante, programa infantil apresentado por Mário Salvador, o "Tio Mário", e o Show da Tarde, apresentado por Antônio Augusto. Destacam-se ainda outros programas como Factorama, Papo de Bola, Hora do Recreio e a Santa Missa aos domingos.
A emissora era inicialmente afiliada à Rede Tupi, sendo também parceira da TV Itacolomi de Belo Horizonte na produção de matérias e transmissões esportivas. Com a extinção da Tupi em 1980, juntou-se à TV Record de São Paulo e à TVS Rio de Janeiro, assim como as emissoras Associadas que haviam se salvado da cassação e algumas afiliadas remanescentes. Em seguida, com o surgimento das novas redes nacionais que herdaram as concessões cassadas, passou a ser afiliada do SBT em 1981, e em abril de 1984, migrou para a Rede Manchete. Nesta época, a emissora também começa a expandir o seu sinal para o Triângulo Mineiro, instalando uma repetidora na cidade de Uberlândia. No mesmo ano, a emissora foi vendida para o empresário e apresentador Ney Martins Junqueira, e em 1985, passou a funcionar no canal 7 VHF. Os programas locais da emissora continuavam sendo alguns dos mais assistidos, com destaque também para o Câmera 2, programa de debates apresentado por Luiz Crosara. Indo muito além do que uma conversa entre entrevistador e entrevistado, o programa utilizava um formato inovador onde até mesmo o operador de câmera podia participar da conversa.

### TV Regional (1987-2009)
Em 1987, a emissora passa a se chamar TV Regional, e em sua nova fase, os antigos programas da emissora são na sua maioria extintos ou reformulados. Programas como o Jornal Regional, Clube do Campo e Debate Regional foram destaques nesta época. Mesmo com a crise que a Rede Manchete enfrentou durante a década de 1990, e que culminou com a sua extinção em 1999, a TV Regional continuou afiliada a rede, acompanhando a transição para a sucessora, RedeTV!.
Em 2003, a TV Regional deixa a RedeTV! e torna-se afiliada à Band, após a desfiliação da TV Paranaíba de Uberlândia e sua ida para a Rede Record. Em 1.º de outubro de 2008, a emissora é adquirida pelo Grupo Bandeirantes de Comunicação, e passa por uma total reestruturação, com a reforma da sua sede em Uberaba e a contratação de novos profissionais.

### Band Triângulo (2009-presente)
Em 14 de janeiro de 2009, a emissora passa a se chamar Band Triângulo, e estreia uma nova programação. A emissora também inaugura uma sucursal em Uberlândia, e expande o seu sinal para outras regiões do estado, passando a cobrir além do Triângulo Mineiro e Alto Parnaíba, partes das regiões Noroeste e do Sul e Sudoeste de Minas, cobrindo mais de 100 municípios.

## Sinal digital
A emissora iniciou suas transmissões digitais em 5 de junho de 2010, através do canal 17 UHF, para Uberaba e áreas próximas. Um evento promovido pela emissora para marcar o início das transmissões foi realizado, contando com a presença de várias autoridades políticas e personalidades, e conduzido pela apresentadora do Band Cidade, Fernanda Viola.
Transição para o sinal digital
Com base no decreto federal de transição das emissoras de TV brasileiras do sinal analógico para o digital, a Band Triângulo, bem como as outras emissoras de Uberaba, cessou suas transmissões pelo canal 7 VHF em 5 de dezembro de 2018, seguindo o cronograma oficial da ANATEL.

## Programas
Além de retransmitir a programação nacional da Band, atualmente a Band Triângulo produz os seguintes programas:
- Bora Minas: Telejornal
- Os Donos da Bola Triângulo: Jornalístico esportivo
- Minas Urgente: Jornalístico
- Band Mulher: Programa de variedades
- Band Cidade: Telejornal
- Band Entrevista: Programa de entrevistas

Os programas Bora Minas, Minas Urgente e Band Cidade são produzidos em Uberaba, enquanto os demais são feitos a partir da sucursal de Uberlândia. Diversos outros programas compuseram a grade da emissora e foram descontinuados:
- Agromais
- Brasil Urgente Triângulo
- Coração Sertanejo
- DNA
- Entrevista Coletiva
- Expedição Rural
- Minas Acontece
- Muito +
- Paracatu Rural
- Programa do Deds
- Saúde em Evidência
- Show de Veículos
- Triângulo que dá Certo
- Uberlândia que dá Certo